# Campionati del mondo di duathlon long distance del 2015
I Campionati del mondo di duathlon long distance del 2015 (XVII edizione) si sono tenuti a Zofingen in Svizzera, in data 6 settembre 2015.
Tra gli uomini ha vinto il francese Gaël Le Bellec, mentre la gara femminile è andata alla britannica Emma Pooley.
Per entrambi è stata la seconda vittoria consecutiva, dopo l'edizione dell'anno precedente.

## Risultati

### Élite uomini
| Pos. | Atleta               | Paese       | Corsa    | Bici     | Corsa    | Totale   |
| ---- | -------------------- | ----------- | -------- | -------- | -------- | -------- |
|      | Gaël Le Bellec       | Francia     | 00:30:14 | 03:52:29 | 01:55:26 | 06:20:36 |
|      | Seppe Odeyn          | Belgio      | 00:30:44 | 03:59:47 | 01:51:56 | 06:24:59 |
|      | Søren Bystrup        | Danimarca   | 00:30:44 | 03:59:49 | 01:52:32 | 06:25:35 |
| 4    | Pieter Rijnders      | Belgio      | 00:30:13 | 04:05:24 | 01:53:31 | 06:32:28 |
| 5    | Julian Lings         | Regno Unito | 00:30:19 | 04:11:21 | 01:56:07 | 06:40:10 |
| 6    | Stefan Wrzaczek      | Austria     | 00:32:13 | 04:01:09 | 02:05:10 | 06:41:06 |
| 7    | Marc Widmer          | Svizzera    | 00:31:57 | 04:01:24 | 02:07:22 | 06:43:27 |
| 8    | Anthony Le Duey      | Francia     | 00:30:19 | 04:05:59 | 02:05:58 | 06:45:18 |
| 9    | Diego Van Looy       | Belgio      | 00:31:46 | 04:12:07 | 01:59:05 | 06:46:13 |
| 10   | Fabian Zehnder       | Svizzera    | 00:30:44 | 04:11:10 | 02:10:14 | 06:54:39 |
| 11   | Tony Orvain          | Francia     | 00:30:14 | 04:27:55 | 01:54:18 | 06:55:14 |
| 12   | Manuel Wyss          | Svizzera    | 00:33:45 | 04:16:01 | 02:04:10 | 06:57:18 |
| 13   | Ryan Rau             | Stati Uniti | 00:32:12 | 04:23:33 | 01:59:07 | 06:57:55 |
| 14   | Sébastien Stalder    | Svizzera    | 00:32:58 | 04:08:28 | 02:18:29 | 07:02:46 |
| 15   | Grigoris Skoularikis | Grecia      | 00:33:09 | 04:22:29 | 02:15:24 | 07:13:58 |
| 16   | Michael Wetzel       | Germania    | 00:32:37 | 04:09:40 | 02:31:07 | 07:16:25 |
| 17   | Andreas Kälin        | Svizzera    | 00:32:38 | 04:23:07 | 02:26:24 | 07:25:06 |
| 18   | Sebastian Retzlaff   | Germania    | 00:34:38 | 04:07:21 | 02:38:46 | 07:27:11 |
| 19   | Augusto Benedicto    | Filippine   | 00:36:01 | 04:33:02 | 02:15:41 | 07:27:29 |
| 20   | Pieter Mong          | Sudafrica   | 00:32:16 | 05:04:51 | 02:50:14 | 08:31:35 |

### Élite donne
| Pos. | Atleta              | Paese       | Corsa    | Bici     | Corsa    | Totale   |
| ---- | ------------------- | ----------- | -------- | -------- | -------- | -------- |
|      | Emma Pooley         | Regno Unito | 00:34:37 | 04:13:58 | 02:08:56 | 07:01:49 |
|      | Julia Viellehner    | Germania    | 00:34:37 | 04:26:13 | 02:08:32 | 07:12:24 |
|      | Susanne Svendsen    | Danimarca   | 00:35:30 | 04:34:26 | 02:07:44 | 07:20:33 |
| 4    | Katrin Esefeld      | Germania    | 00:35:50 | 04:34:21 | 02:16:19 | 07:29:35 |
| 5    | Nina Brenn          | Svizzera    | 00:35:12 | 04:46:55 | 02:12:29 | 07:39:04 |
| 6    | Petra Eggenschwiler | Svizzera    | 00:36:49 | 04:37:42 | 02:26:54 | 07:44:54 |
| 7    | Helene Repesse      | Francia     | 00:36:28 | 05:13:55 | 02:33:21 | 08:26:50 |